# Roshen
Roshen Confectionery Corporation (en ucraniano: Кондитерська корпорація «Роше́н», romanizado: Kondyterska korporatsiya "Roshen") es un grupo de fabricación de confitería ucraniano. Opera instalaciones en las ciudades ucranianas de Kiev, Vínnitsa, Ivánkiv y Kremenchuk, así como en Budapest (Hungría) y Klaipėda (Lituania). El nombre de la empresa deriva del apellido de su propietario, Petro Poroshenko (Poroshenko), quien también fue presidente de Ucrania entre 2014 y 2019.
En 2012, Roshen Corporation ocupó el puesto 18 en la lista "Candy Industry Top 100" de las empresas de confitería más grandes del mundo. Tiene un volumen total de producción anual de 410 000 toneladas. Exporta a Kazajistán, Uzbekistán, Kirguistán, Azerbaiyán, Georgia, Armenia, Moldavia, Estonia, Hungría, Polonia, Letonia, Lituania, Estados Unidos, Canadá, Alemania, Rumania, Finlandia, Bulgaria e Israel. Se exportaba a Rusia, donde el 40 % de los ingresos brutos de la empresa procedían de allí hasta que Rusia dejó de importar productos de la empresa en julio de 2013. A principios de 2017, Candy Industry situó a Roshen en el puesto 24 del "2017 Global Top 100" de productores de confitería y estimó sus ingresos anuales en 800 millones de dólares.

## Propietarios y administración

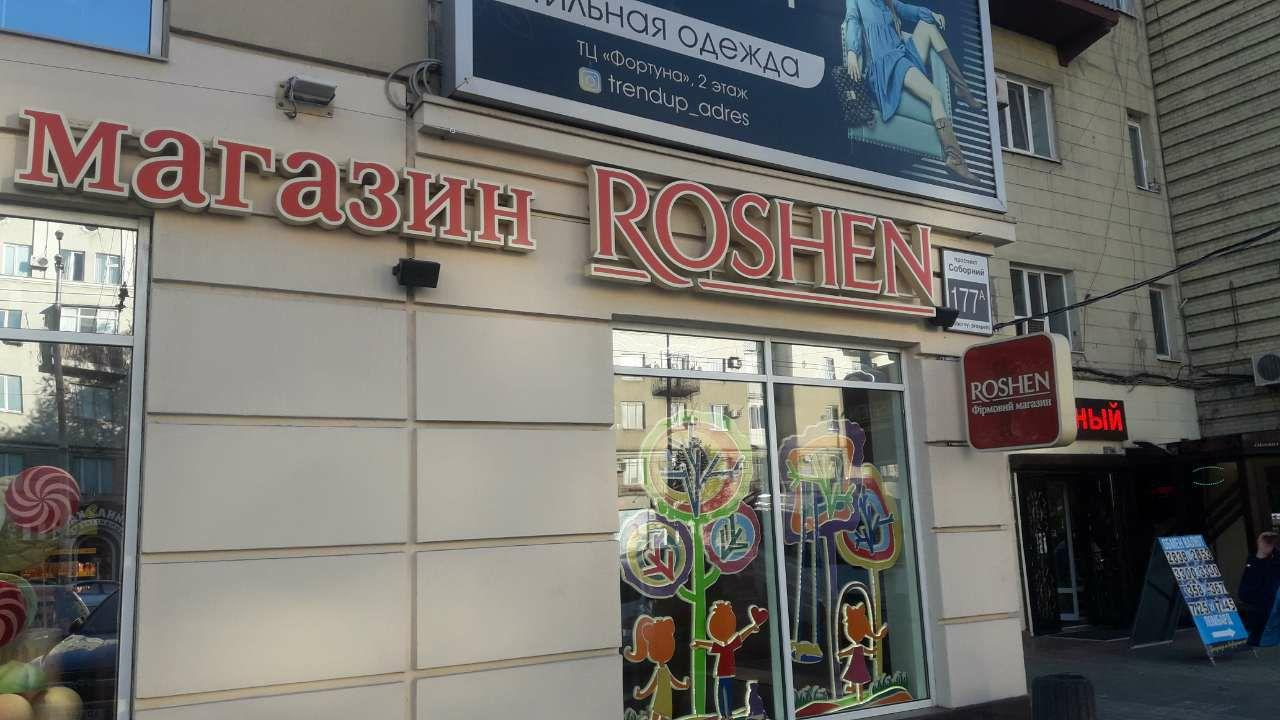
Frontispicio de una tienda Roshen en Ucrania.

Al participar en las elecciones presidenciales de 2014 en Ucrania, Petro Poroshenko anunció su intención de vender Roshen después de la victoria, para evitar cualquier conflicto de intereses. En una conferencia de prensa el 5 de junio de 2015, en Kiev, Petro Poroshenko aseguró que tenía la intención de transferir su participación en la corporación de confitería Roshen a la gestión de una empresa de banca de inversión privada N M Rothschild & Sons, propiedad de la familia Rothschild. En enero de 2016, anunció la firma de un acuerdo sobre la transferencia de estas acciones.

## Historia

### Exportaciones prohibidas a la Federación Rusa

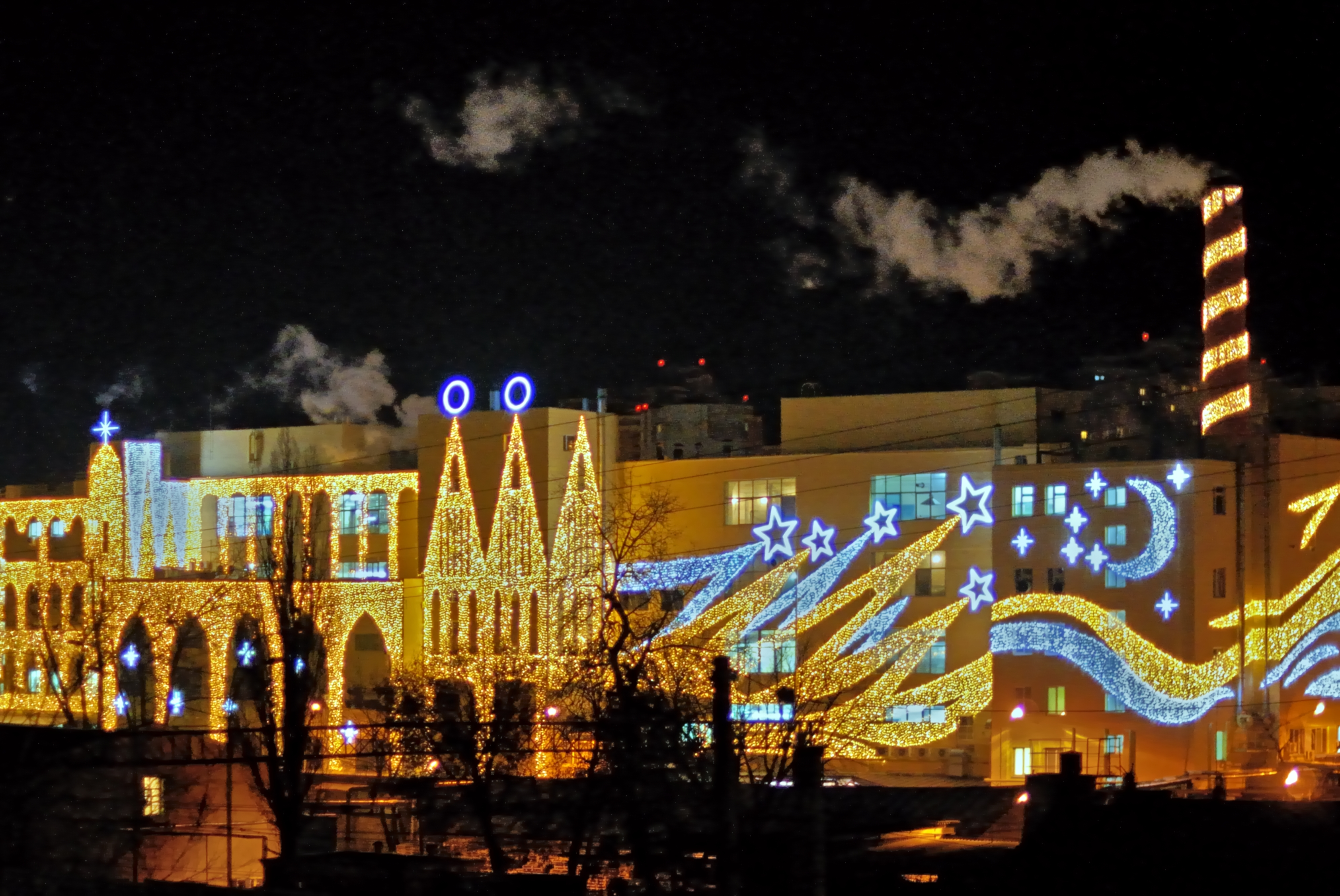
Fábrica de Roshen en Kiev durante el Año Nuevo de 2012.

En julio de 2013, Rusia prohibió todas las importaciones de Roshen debido a la insatisfacción con el etiquetado de los envases. Poco después, los productos de Roshen también se revisaron en Kazajistán, Bielorrusia, Kirguistán y Moldavia, pero esto no dio lugar a quejas. El 21 de octubre de 2013, el embajador de Rusia en Ucrania, Mijaíl Zurabov, dijo: "No hay problemas con la calidad de los productos, son seguros. Pero hay problemas asociados con la tecnología de producción, utilizando algunos ingredientes que no están certificados de acuerdo con la ley". Según el plan de acción ucraniano-ruso del 17 de diciembre de 2013, antes del 1 de marzo de 2014, los productos Roshen deberían haber vuelto a las tiendas rusas. Pero el 12 de marzo de 2014, la jefa interina del Servicio Federal de Supervisión de la Protección y el Bienestar del Consumidor, Anna Popova, declaró que Ucrania aún no había cumplido con sus requisitos para devolver los productos de Roshen al mercado ruso.
A fines de marzo de 2014, se cerró la fábrica de Roshen en Lípetsk (Rusia) y se acusó a su director gerente local de "conspirar con otras personas no identificadas para usar una marca registrada ilegalmente para obtener ganancias adicionales". Ucrania y los trabajadores de la fábrica sospechaban que la fábrica estaba cerrada debido a la participación del propietario de Roshen, Petro Poroshenko, en el Euromaidán y su participación en las elecciones presidenciales de Ucrania de 2014. Según Reuters, algunos de los trabajadores de la fábrica de Roshen en Lípetsk se sintieron avergonzados de trabajar para los ucranianos "arrastrados por una ola de patriotismo ruso desde que Moscú anexó Crimea" y chismearon sobre los rumores de que la dirección "pagaba más dinero a los ucranianos y engañaba a los rusos". El 13 de mayo de 2014, Rusia prohibió la venta de productos Roshen en Crimea. En abril de 2017, la producción total se detuvo en la fábrica de Lípetsk, dejando a 700 personas sin trabajo.
Como se señaló, la incautación de la propiedad de la fábrica de confites de Lípetsk, impuesta por el Comité de Investigación de la Federación Rusa en un caso penal, hizo imposible vender la fábrica.
Durante la campaña electoral de las elecciones presidenciales de Ucrania de 2014, el propietario de Roshen, Poroshenko, se comprometió a vender todas sus acciones en Roshen si era elegido presidente; Poroshenko fue elegido presidente, pero a fines de diciembre de 2014 no pudo encontrar un comprador para la empresa. Debido a esto, en enero de 2016, Poroshenko transfirió su parte de la corporación a un fideicomiso ciego independiente. El Bank Ruling Trust tiene un apoderado de cuatro años para negociar la venta de activos.

### Cambios en la red de producción
Roshen tuvo que cerrar su fábrica de confites en Mariúpol (Ucrania) en 2015 después de la guerra del Dombás en las cercanías y una prohibición de exportación por parte de Rusia que hizo inviable la producción allí. En marzo de 2012, Roshen comenzó la coproducción con un fabricante por contrato en Hungría llamado "Bonbonetti".

## Productos y marcas

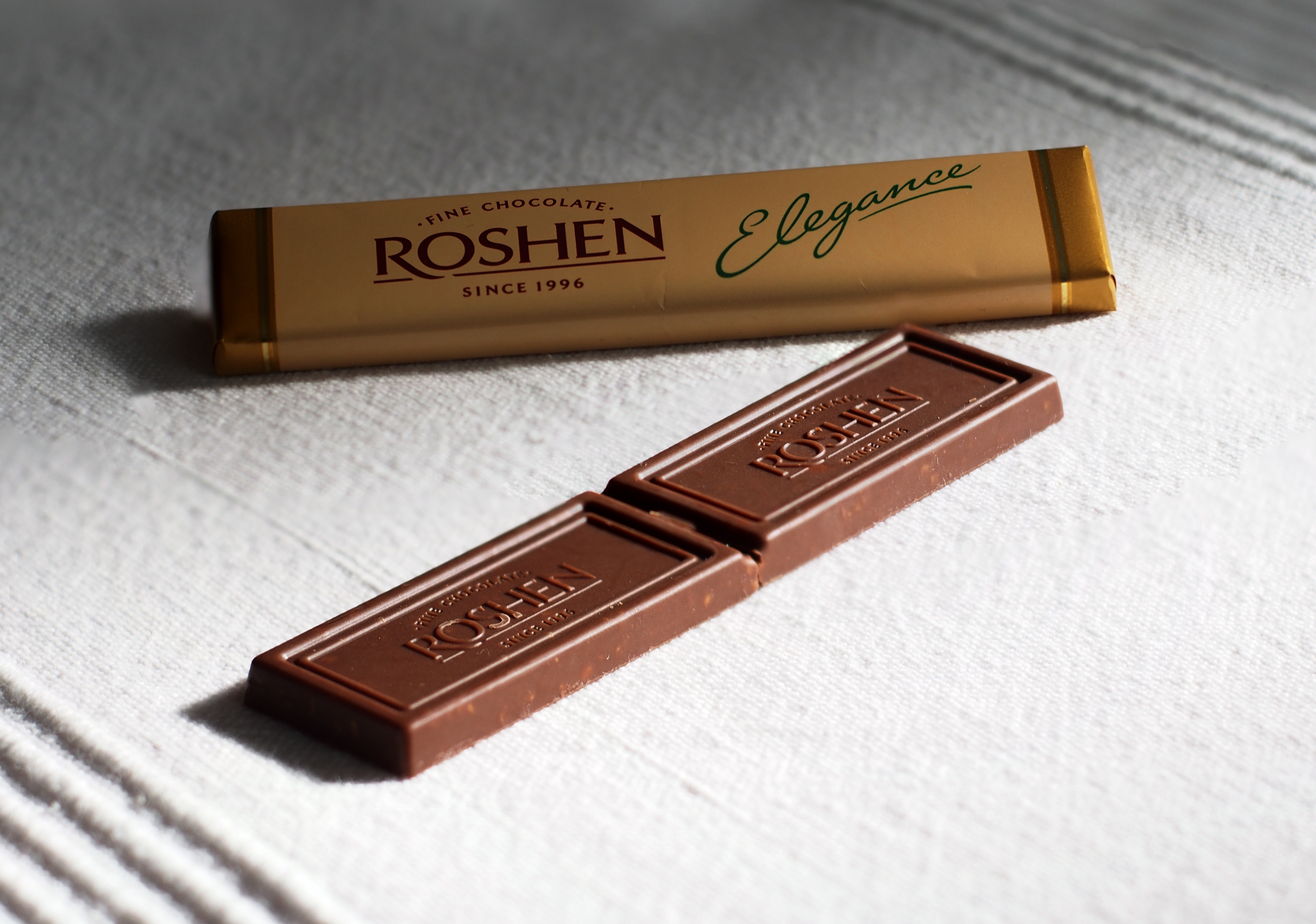
Barra de chocolate Roshen.

Roshen es la marca paraguas de todos los productos de la corporación. El nombre es una versión abreviada de Poroshenko, el apellido de su propietario. Roshen produce más de 350 tipos de productos de confitería. La línea de productos incluye dulces de chocolate y gelatina, caramelo, toffee, barras de chocolate, galletas, barquillos, bizcochos, pasteles y tartas. El volumen total de producción alcanza unas 300 000 toneladas anuales. Son más conocidos por sus dulces de chocolate "Kyiv Vechirniy" y los pasteles de Kiev, producidos por la emblemática fábrica Roshen en Kiev. La corporación tiene una amplia gama de productos más asequibles y menos sofisticados famosos por su alto contenido de chocolate. En 2013, la empresa fabricó alrededor de 200 tipos de productos de confitería y en total produjo 410 000 toneladas de productos ese año.